# Сонгайла, Рингаудас-Бронисловас Игнович
Рингаудас-Бронисловас Игнович Сонгайла (лит. Ringaudas Bronislovas Songaila, 20 апреля 1929, Клайпеда —  25 июня 2019, Тракай) — литовский советский государственный и партийный деятель.

## Биография
В 1947—1950 годах учился в Грузджайском ветеринарном техникуме. В 1955 году окончил Литовскую Ветеринарную Академию. Член КПСС с 1953 году.
В 1955—1956 годах — ассистент Литовской Ветеринарной Академии, в 1956—1957 — ответственный организатор Каунасской инспекторской группы ЦК КП Литвы. С 1957 по 1960 год — заведующий Сельскохозяйственным отделом Управления делами Совета Министров Литовской ССР.
В 1960—1961 годах — заместитель Министра сельского хозяйства Литовской ССР, в 1961—1962 — заместитель председателя Совета Министров Литовской ССР, Министр производства и заготовок сельскохозяйственных продуктов Литовской ССР.
С декабря 1962 по январь 1981 года — секретарь ЦК КП Литвы (по сельскому хозяйству).
В 1975—1981 годах — Председатель Верховного Совета Литовской ССР.
В 1981—1985 годах — Председатель Совета Министров Литовской ССР.
В 1985—1987 годах — Председатель Президиума Верховного Совета Литовской ССР.
С 1 декабря 1987 по 20 октября 1988 года — первый секретарь ЦК КП Литвы.
Член Центральной Ревизионной Комиссии КПСС (1981—1989). Член Президиума — Бюро ЦК КП Литвы в 1962—1988 годах.
Заслуженный работник сельского хозяйства Литовской ССР (1979).
Награждён орденом Трудового Красного Знамени (16.03.1981).